# Les Villards
Les Villards är en bergstopp i Schweiz. Den ligger i distriktet Gruyère och kantonen Fribourg, i den sydvästra delen av landet, 60 km sydväst om huvudstaden Bern. Toppen på Les Villards är 1 710 meter över havet.